# Тригонометрическая сумма

Пример: тригонометрическая сумма над квадратичными вычетами по модулю. Разнонаправленность векторов (изгиб пути из разноцветных линий) делает абсолютное значение суммы (длину жёлтой линии) меньше числа слагаемых. Это общий момент для тригонометрических сумм в целом, а модуль таких сумм при растущем и вовсе имеет порядок.

Тригонометрическая сумма — это конечная сумма комплексных чисел, геометрически соответствующих векторам на единичной окружности, то есть вида {\displaystyle e(\varphi ):=\cos \varphi +i\sin \varphi \ .}
Такие суммы по значениями {\displaystyle \varphi }, образованным из множества чисел или элементов группы, изучаются в аналитической теории чисел. Верхние оценки на них позволяют оценивать число решений уравнений с переменными из рассматриваемых множеств.
Геометрические свойства синусов и косинусов из определения {\displaystyle e(\varphi )} не играют в методе ключевой роли. Формула Эйлера
{\displaystyle e(\varphi )=e^{2\pi \varphi i}}
позволяет интерпретировать слагаемые как степени друг друга и использовать для оценки сумм свойства возведения в степень и геометрических прогрессий.
Когда {\displaystyle \varphi } рационально, слагаемое является корнем из единицы. В современной литературе принято обозначение
{\displaystyle e_{q}(a):=e\left({\frac {a}{q}}\right)=e^{2\pi {\frac {a}{q}}i}\ .}
Суммы с такими слагаемыми используются для изучения множеств значений по модулю {\displaystyle q}. Они наиболее популярны.
Метод тригонометрических сумм — один из самых мощных и развивающихся в современной теории чисел. Лишь некоторые виды сумм изучены достаточно хорошо, чтобы результаты о них можно было классифицировать, а уровень знаний считать устоявшимся. Для приложений в теории чисел бывает достаточно очень слабых, но нетривиальных оценок той или иной тригонометрической суммы. Часто такие оценки изучаются и просто сами по себе, ввиду общепризнанной важности развития методов их изучения.

## Основные свойства
Через тригонометрические суммы можно выражать утверждения о равенстве нулю:
- для любых {\displaystyle m\in {\mathbb {N} },\ a\in {\mathbb {Z} }} верно, что[1] {\displaystyle \sum \limits _{x=0}^{m-1}{e_{m}(ax)}={\begin{cases}m,&a\equiv 0{\pmod {m}}\\0,&a\not \equiv 0{\pmod {m}}\end{cases}}};

- аналогично, для любого {\displaystyle n\in {\mathbb {Z} }} верно, что[2] {\displaystyle \int \limits _{0}^{1}{e(\alpha n)d\alpha }={\begin{cases}1,&n=0\\0,&n\not =0\end{cases}}}.

Используя общую структуру абелевых групп, можно получить аналогичные выражения для любой такой группы вместо {\displaystyle {\mathbb {Z} }_{m}} и {\displaystyle {\mathbb {Z} }}.
При выводе оценок часто используют соображения о том, что:
- произведение и сопряжение (а значит, и чётные степени модулей[3]) тригонометрических сумм также будет тригонометрической суммой — перемножая суммы, по-разному группируя слагаемые и применяя неравенство Гёльдера, можно переходить от одного множества или уравнения к другим, решая ту же задачу;

- для любых {\displaystyle \varphi _{1},\dots ,\varphi _{n}} верна[4] тривиальная оценка {\displaystyle {\Bigg \vert }{\sum \limits _{i=1}^{n}e(\varphi _{i})}{\Bigg \vert }\leq n}.

## Приложения

### Число решений уравнений

#### Выражение
Для множеств {\displaystyle A_{1},\dots ,A_{k}} и функции {\displaystyle f:A_{1}\times \dots \times A_{k}\to {\mathbb {Z} }_{m}} число решений уравнения
{\displaystyle f(x_{1},\dots ,x_{k})\equiv 0{\pmod {m}},\ x_{1}\in A_{1},\dots ,x_{k}\in A_{k}}
можно выразить через тригонометрическую сумму как сумму скобок Айверсона:
{\displaystyle \sum \limits _{x_{1}\in A_{1},\dots ,x_{k}\in A_{k}}{[f(x_{1},\dots ,x_{k})\equiv 0{\pmod {m}}]}={\frac {1}{m}}\sum \limits _{x_{1}\in A_{1},\dots ,x_{k}\in A_{k}}\sum \limits _{t=0}^{m-1}{e_{m}(tf(x_{1},\dots ,x_{k}))}\ .}
Аналогично, для целочисленной {\displaystyle f} и решений {\displaystyle f(x_{1},\dots ,x_{k})=0} допустимо представление
{\displaystyle \sum \limits _{x_{1}\in A_{1},\dots ,x_{k}\in A_{k}}{[f(x_{1},\dots ,x_{k})=0]}=\sum \limits _{x_{1}\in A_{1},\dots ,x_{k}\in A_{k}}\int \limits _{0}^{1}e(\alpha f(x_{1},\dots ,x_{k}))d\alpha \ .}
Эти конструкции легко обобщить на системы уравнений.
В качестве уравнения может выступать в том числе формула представления числа в виде суммы — типичный объект изучения аддитивной теории чисел.

#### Использование
Тригонометрические выражения наиболее полезны когда функция {\displaystyle f} хорошо разлагается на слагаемые. Например, если
{\displaystyle f(x_{1},\dots ,x_{k})=f_{1}(x_{1})+\dots +f_{k}(x_{k})\ ,}
то, меняя порядок суммирования, можно получить выражение
{\displaystyle \sum \limits _{x_{1}\in A_{1},\dots ,x_{k}\in A_{k}}\sum \limits _{t=0}^{m-1}{e_{m}(t(f_{1}(x_{1})+\dots f_{k}(x_{k})))}=\sum \limits _{t=0}^{m-1}\prod \limits _{i=1}^{k}\left(\sum \limits _{x_{i}\in A_{i}}{e_{m}(tf_{i}(x_{i}))}\right)\leq \sum \limits _{t=0}^{m-1}\prod \limits _{i=1}^{k}{\Bigg \vert }\sum \limits _{x_{i}\in A_{i}}{e_{m}(tf_{i}(x_{i}))}{\Bigg \vert }\ .}
Суммы {\displaystyle \sum \limits _{x_{i}\in A_{i}}{e_{m}(tf_{i}(x_{i}))}} по отдельности друг от друга не имеют комбинаторной интерпретации, но могут быть оценены аналитически. Именно это делает метод тригонометрических сумм нетривиальным.
При {\displaystyle t=0} все слагаемые вырождаются в {\displaystyle e(0)=1}, так что эта часть суммы всегда равна {\displaystyle |A_{1}|\dots |A_{k}|} и называется главным членом. Поэтому оценки числа решений через тригонометрические суммы чаще всего не могут быть лучше чем {\displaystyle {\frac {|A_{1}|\dots |A_{k}|}{m}}}. В частности, именно такая величина нужна в доказательстве равномерного распределения. При работе с интегралами роль главного члена среди интервала {\displaystyle [0;1]} выполняют окрестности несократимых дробей с малыми знаменателями.

#### Нюансы
О связи уравнений и тригонометрических сумм следует отметить два нюанса. Во-первых, иногда бывает удобно переходить не от уравнения к суммам, а наоборот в ходе оценке суммы после её преобразований переходить к анализу простого или известного уравнения. Во-вторых, чисто комбинаторные преобразования уравнений можно выражать на языке тригонометрических сумм. Поэтому в литературе, посвящённой тригонометрическим суммам, часто эти преобразования так и излагают, без упоминания о том, что то же самое можно сделать элементарно. Тем не менее, существует много случаев, когда прямое элементарное переложение невозможно.

### Равномерное распределение

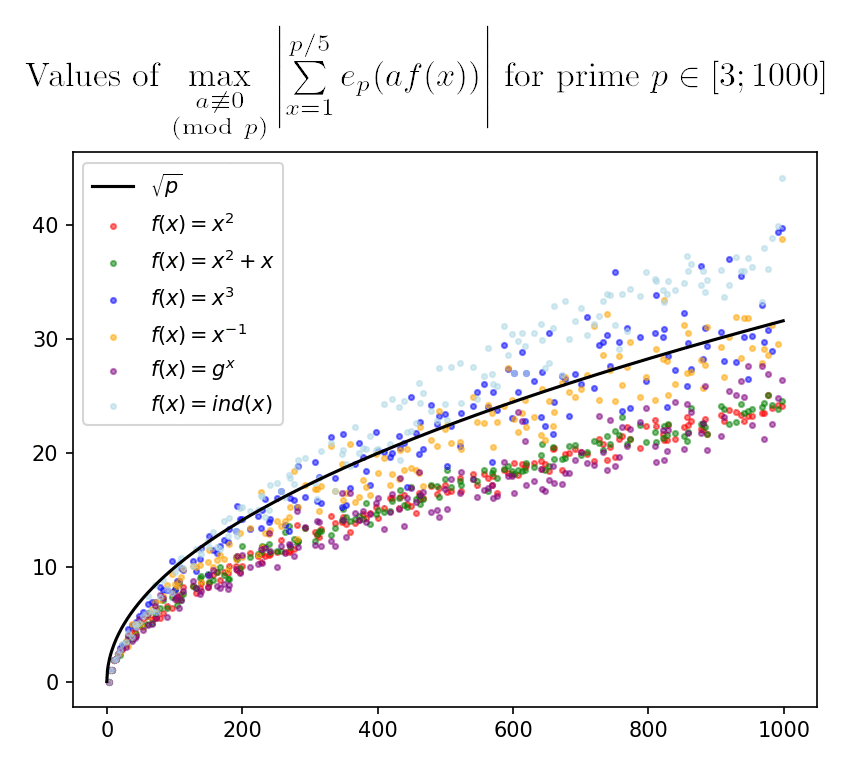
Если функцию, так или иначе связанную с умножением, применить к интервалу, то тригонометрическая сумма над получившимся множеством, как правило, будет иметь порядок, где — длина интервала (число слагаемых). Этот эффект известен как «square-root barier» и свидетельствует о равномерном распределении множества с очень малым остаточным членом (порядка).
На графике — первообразный корень, — дискретный логарифм. Для других больших интервалов вместо результаты будут похожими.

Для любого интервала {\displaystyle I=\{M,M+1,\dots ,N-1,N\}} в кольце вычетов {\displaystyle {\mathbb {Z} }_{m}} можно оценить связанную с ним тригонометрическую сумму
{\displaystyle \sum \limits _{a=1}^{m}{{\Bigg \vert }{\sum \limits _{x\in I}{e_{m}(ax)}}{\Bigg \vert }}\leq m\ln m}
Благодаря этому оценку тригонометрических сумм над множеством в {\displaystyle {\mathbb {Z} }_{m}} можно преобразовывать в утверждение о его равномерном распределении в {\displaystyle {\mathbb {Z} }_{m}}:
| Если для множества {\displaystyle A\subset {\mathbb {Z} }_{m}} и любого {\displaystyle t\in {\mathbb {Z} }_{m}\setminus \{0\}} верна оценка {\displaystyle {\Bigg \vert }{\sum \limits _{a\in A}{e_{m}(ta)}}{\Bigg \vert }=o\left({\frac {\|A\|}{\log m}}\right)}, то для любых {\displaystyle 0\leq \delta _{1}<\delta _{2}\leq 1} можно показать, что {\displaystyle \|A\cap [\delta _{1}m;\delta _{2}m]\|=(\delta _{2}-\delta _{1}+o(1))\|A\|} |

Чаще всего подобные результаты удобно получать для простого {\displaystyle m}. Известны оценки таких сумм для квадратичных вычетов, других степеней, индексов (дискретных логарифмов) чисел из интервала, обратных элементов для интервала и даже для произвольной мультипликативной подгруппы размера {\displaystyle p^{\varepsilon }} (для любого фиксированного {\displaystyle \varepsilon >0}). Похожий метод применим для доказательства равномерного распределения вещественных последовательностей в интервале {\displaystyle (0;1)}.
По аналогии с этим, суммы мультипликативных характеров можно воспринимать как показатель равномерности относительно структуры мультипликативной группы {\displaystyle {\mathbb {F} }_{p}}. Такие суммы хорошо изучены для интервалов, множества значений многочленов и сдвигов простых чисел.

## История
Первое использование тригонометрических сумм относят к исследованию Гаусса о квадратичном законе взаимности (1795 г.). Он оценивал суммы с квадратичными вычетами, то есть вида {\displaystyle \sum \limits _{x=1}^{p}{e_{p}(ax^{2})},\ a\in {\mathbb {Z} }_{p}}. Вскоре Дирихле применил суммы характеров с коэффициентами к изучению распределения простых чисел в арифметических прогрессиях.
В конце XIX — начале XX века тригонометрических суммы стали использовать для исследования распределения последовательностей.
Значимым событием стало применение тригонометрических сумм к решению проблемы Варинга двумя способами: круговым методом Харди-Литтлвуда и переосмыслившим его методом И. М. Виноградова. Виноградов впоследствии развил свой метод для получения результатов о простых числах, в том числе решения тернарной проблемы Гольдбаха для достаточно больших чисел и аналога проблемы Варинга для простых чисел.
Клаус Рот и позже Уильям Тимоти Гауэрс применили технику кругового метода для доказательства теоремы Семереди. Впоследствии тригонометрические суммы были использованы во многих задачах аддитивной комбинаторики.

## Суммы с собственными названиями
- суммы Рамануджана для {\displaystyle a\in {\mathbb {Z} }_{q},\ (a,q)=1}:

{\displaystyle \sum \limits _{1\leq x\leq q \atop (x,q)=1}{e_{q}(ax)}}
- суммы Гаусса {\displaystyle a\in {\mathbb {Z} }_{q}}:

{\displaystyle \sum \limits _{x=1}^{q}{e_{q}(ax^{2})}}
- суммы Вейля для многочлена {\displaystyle f} с вещественными (не целыми) коэффициентами и интервала {\displaystyle [a;b]}:

{\displaystyle \sum \limits _{a\leq n\leq b}{e(f(n))}}
- суммы Клоостермана, связанные с обратными элементами {\displaystyle x^{-1}}, где {\displaystyle x\in {\mathbb {Z} }_{p},\ xx^{-1}\equiv 1{\pmod {p}}}. Например, для {\displaystyle a,b\in {\mathbb {Z} }_{q}}:

{\displaystyle \sum \limits _{1\leq x\leq q \atop (x,q)=1}{e(ax+bx^{-1})}}
- дискретное преобразование Фурье[27] для индикаторной функции множества {\displaystyle A\subset {\mathbb {Z} }_{m},\ t\in {\mathbb {Z} }_{m}}:

{\displaystyle {\widehat {A}}(t)=\sum \limits _{a\in A}{e_{m}(at)}}
- мультилинейные суммы[28] для множеств {\displaystyle A_{1},\dots ,A_{k}\subset {\mathbb {Z} }_{m}}:

{\displaystyle \sum \limits _{a_{1}\in A_{1}}\dots \sum \limits _{a_{k}\in A_{k}}{e_{m}(a_{1}\dots a_{k})}}
- суммы мультипликативных характеров[29] по множеству {\displaystyle A\subset {\mathbb {F} }_{p}^{*}} (функция {\displaystyle {\rm {ind}}} означает дискретный логарифм, а параметр {\displaystyle t\in {\mathbb {Z} }_{p}} соответствует выбранному характеру):

{\displaystyle \sum \limits _{a\in A}{e_{p}(t\cdot {\rm {ind}}(a))}\ ,}

## Обобщения
При изучении некоммутативных групп характеры представлений можно использовать для определения аналогов коэффициентов Фурье.